# Biasterigerina
Biasterigerina es un género de foraminífero bentónico de la familia Asterigerinatidae, de la superfamilia Asterigerinoidea, del suborden Rotaliina y del orden Rotaliida. Su especie tipo es Asterigerina planorbis. Su rango cronoestratigráfico abarca desde el Paleoceno hasta la Actualidad.

## Clasificación
Biasterigerina incluye a la siguiente especie:
- Biasterigerina planorbis